# 歩行者優先式信号機
歩行者優先式信号機（ほこうしゃゆうせんしきしんごうき）は、通常は歩行者用信号機が青で、車両が来ると感知して、歩行者用信号機が赤になり、車両用信号機が青になる信号機。
なお、二輪車・軽車両の運転者は車両感知できない場合には車道側の押しボタンを押す。
歩行者専用道路と交通量の少ない車道との交差点や、特に横断歩行者が多い横断歩道であって交通量の少ない車道に採用される。
2004年に神奈川県横浜市中区の太田町2丁目交差点で試験運用された。

## 設置例
- 東京都墨田区 東京スカイツリー南側の歩行者専用橋と東京ソラマチを繋ぐ横断歩道。都内では初。スカイツリー開業後の観光客増加で、歩行者の信号無視や車と歩行者の事故の多発を懸念して導入された[2]。
- 埼玉県さいたま市浦和区高砂 浦和コルソ西口とさくら草通りを繋ぐ横断歩道。
- 京都府亀岡市 安詳小学校前[3] 児童の登下校時間帯だけ、歩行者用信号機を通常青とする運用。